# داني جاي بيترسن
داني جاي بيترسن (بالإنجليزية: Danny J. Petersen)‏ هو عسكري أمريكي، ولد في 11 مارس 1949 في هورتون في الولايات المتحدة، وتوفي في 9 يناير 1970 في محافظة تاي ننه في فيتنام.